# Pendolo composto
In fisica classica, in particolare in meccanica newtoniana, un pendolo composto o fisico è un corpo rigido in grado di oscillare liberamente, sotto l'azione della sua forza peso o di altre forze aggiuntive (risultante di forze), in un piano verticale attorno ad un asse orizzontale non passante per il centro di massa.
Se il pendolo composto viene spostato dalla sua posizione di equilibrio, laddove l'angolo formato tra il pendolo e il suo asse verticale passante per O era nullo, sia a destra che a sinistra, l'azione del peso sarà tale da riportare il pendolo nella sua posizione di equilibrio: della forza peso dunque agisce come momento di richiamo verso θ=0.
Il modulo M del momento della forza peso sarà pari a M=- r*m*g*sinθ, con r modulo del raggio vettore che congiunge il perno O ed il punto di applicazione della forza peso (centro di massa). Se non vi sono forze non conservative allora i momenti delle reazioni dei supporti fisici sono ortogonali all'asse.
Può essere utilizzato come strumento (pendolo di Kater) per la misurazione dell'accelerazione di gravità. Per piccole oscillazioni, al pari del pendolo semplice, può essere associato con buona approssimazione ad un moto armonico semplice, tuttavia è possibile avere misure con precisione di circa l'1 per mille della accelerazione di gravità, mentre con il pendolo semplice tale precisione è di circa 1%.
| Controllo di autorità | Thesaurus BNCF 38130 |